# Каатинга чорноголова
Каати́нга чорноголова (Herpsilochmus atricapillus) — вид горобцеподібних птахів родини сорокушових (Thamnophilidae). Мешкає в Південній Америці.

## Поширення й екологія
Чорноголові каатинги поширені на сході і півдні Бразилії, на південному сході Болівії, на крайньому північному заході Аргентини та на півночі і сході Парагваю. Вони живуть в тропічних і субтропічних вологих лісах, в заростях каатинги і в галерейних лісах на висоті до 1450 м над рівнем моря.